# Адольф Гласбреннер
Адольф Гласбреннер (нім. Adolf Glaßbrenner; 27 березня 1810, Берлін  — 25 вересня 1876, Берлін ) — німецький письменник-гуморист і сатирик, редактор.   «Винахідник химерного-бешкетного типу, літописець бідермейерського Берліну, навіть батько берлінського віцу (жарту). Свою найвідомішу роботу він творив під псевдонімом «Бреннглас» (Запалювальне скло) з 1832 по 1850 р. у серії «Берлін, з чим його їдять і п'ють». За світоглядом демократ, учасник політичного і літературного руху Німеччини XIX ст. під назвою Молода Німеччина.

## Життєпис

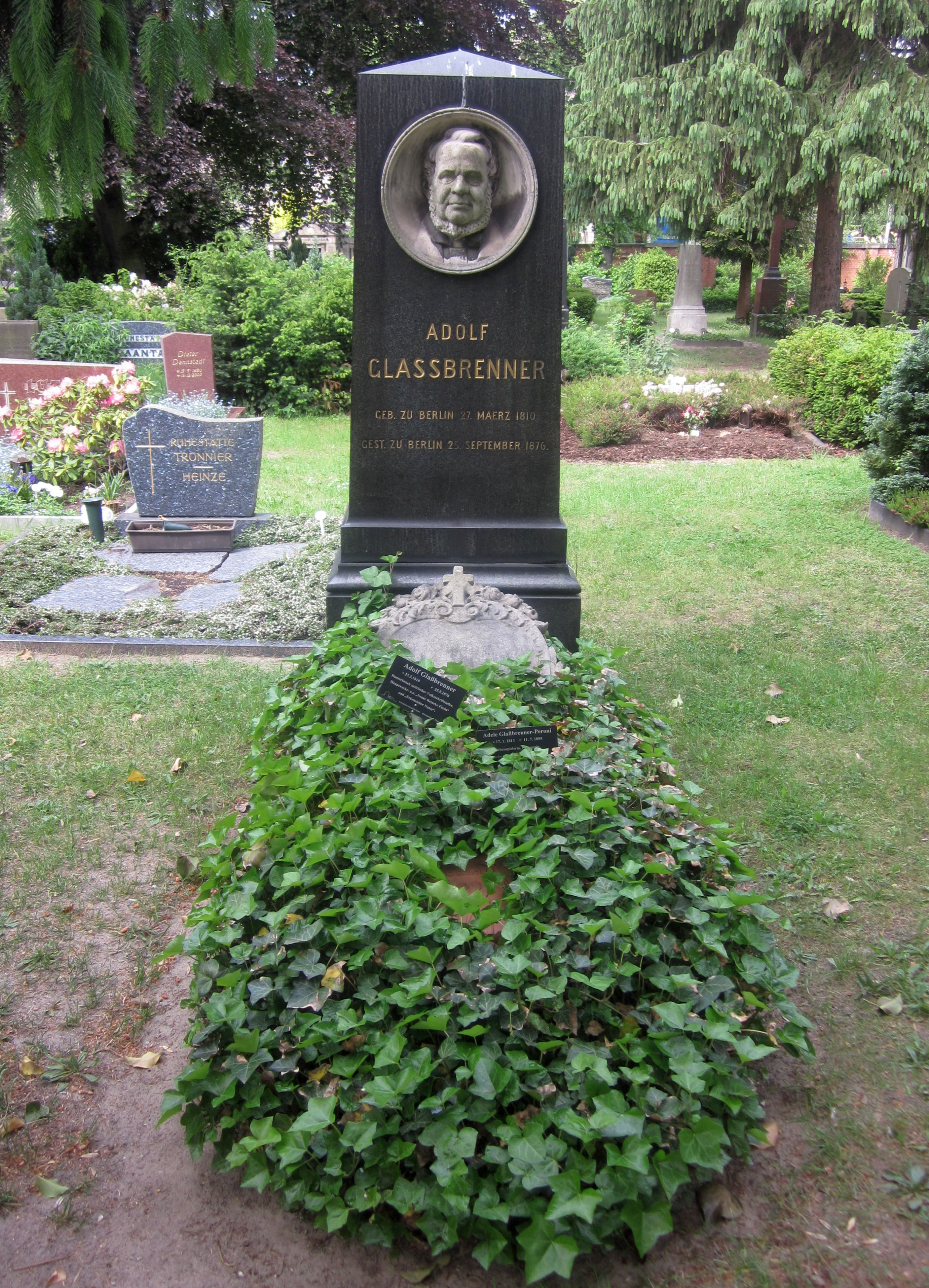
Могила Адольфа Гласбреннера в Берлині

### Дитячі роки і освіта
Адольф народився на Лейпцигер-Штрассе Straße 31 в «Будинку літаючого коня». Його батьками були 40-річний кравець Георг Петер Гласбреннер і 29-річна Крістіан Луїза Юліан з дому Гопфе, мав трьох братів: Юлія, Германа і Феодора. Батьки були дрібними німецькими бюргерами, мали невеличку майстерню жіночих прикрас. Вони хотіли, щоб Адольф з часом став теологом, тому для початку віддали його у гімназію Фрідріха-Вердера. Тут він зустрівся і заприятелював на все життя з Карлом Гуцковим, який у зріли роки став письменником і керівником літературного руху Молода Німеччина. Однак через бідність батько Адольфа з 1824 р. не міг оплачувати подальше навчання сина у гімназії, тому він мусив проходити подальшу науку з комерційним ухилом в магазині шовкових виробів.

### Початок політичної діяльності
Влітку 1827 року Адольф Гласбреннер почав свої перші публікації у газеті Berliner Courier у вигляді загадок для рубрики «Дами Сфінкс». За ними слідували роботи на замовлення, переважно некрологи у віршованій формі. У 1829 році він скористався можливістю співпрацювати у новоствореному берлінському видання Ойленшпігель (Eulenspiegel), який позиціонував себе проти Пруссії.  Незважаючи на те, що журнал був перейменований двічі, він був заборонений, і в 1830 році Гласбреннер вирішив стати журналістом і вільним письменником.
3 жовтня 1831 р. він звернувся до комісара поліції з проханням на дозвіл видання власного журналу, запевняючи, що не буде публікувати статті політичного змісту. Заявка пройшла успішно, і Адольф Гласбреннер став із січня 1832 видавцем "Берлінського Дон Кіхоту" (Berliner Don Quixote), призначеного для спілкування з освіченою публікою. Газета виходила лише два, потім чотири рази на тиждень. За політичні натяки  Гласбреннер неодноразово попереджався і, нарешті, наприкінці 1833 р. позбавлений дозволу займатися видавництвом.
Після цього він публікував дуже успішні "копійчані" книжечки, писані в основному на берлінському діалекті. За свою політичну і моральну сатиру Адольф Гласбреннер неодноразово піддавався цензурі.

### В екзилі
Після одруження 15 вересня 1840 з гарною високоосвіченою актрисою Аделе Пероні (Adele Peroni) він жив у Нойштреліці (Мекленбург). Там він написав свою найуспішнішу роботу "Новий лис Райнеке" (Neuer Reineke Fuchs), яка була заборонена відразу після її опублікування, так само як і більшість серійних випусків «Берлін, з чим його їдять і п'ють». З початком березневої революції у 1848 р. поспішив у Берлін, але через два роки повернувся до Нойштреліцу. Тут він разом з Даніелем Зандерсом став на чолі штрелицького Народного об'єднання. Своєю діяльністю він створював великі проблеми для місцевого уряду і під його тиском змушений залишити місто і разом з дружиною перебратися до Гамбургу. Щоб не розлучатися з чоловіком, вона мусила розірвати довічний контракт, пішовши на значні фінансові втрати . У Гамбурзі подружжя прожило щасливим життям вісім рокові. В цей час Гласбреннер плідно працював і публікувався в гамбурзьких гумористичних часописах. Лише в 1858 році Адольф Гласбреннер міг повернутися до Берліна, а з 1868 року видавав газету в "Берлінський понеділок" (Berliner Montagszeitung). У 1869 році він передав відповідальну редакцію газети Річарду Шмідт-Кабанісу, який продовжував роботу до 1883 року після смерті Гласбреннера. Вже в Берліні він вступив до масонської конфедерації. У Гамбурзі він став членом масонської ложі Zum Pelikan.

## Творчість
В роках 1833-1849 опублікував багато оповідань з ілюстраціями про берлінське життя в серії під назвою "Берлін, з чим його їдять і п'ють" (Berlin wie es ist und trinkt)  і в 1837-1858 в серії "Строкатий Берлін"  (Buntes Berlin), також з ілюстраціями. Завдяки своїм оповіданням, Гласбренер став засновником популярної сатиричної літератури, пов'язаної з сучасним йому Берліном.
Адольф Гласбреннер справедливо вважається, за своєю різкою, живою і витриманою в народному дусі манерою, батьком берлінської дотепності. Його гумор позначений оксюмороном і деякі з його виразів стали в Німеччині крилатими. В тій же манері написані його "Життя і гонка вільного світу" (Leben und Treiben der feinen Welt), "Берлінське народне життя" (Berliner Volksleben), "Картини і мрії з Відня" (Bilder u. Träume aus Wien). Найбільш чудовими його творами є "Заборонені пісні" (Verbotene Lieder), 1843 р. і комічна епопея "Новий лис Райнеке" (Neuer Reinecke Fuchs), 1845. З інших творів можна відзначити "Комічний народний календар" (Komischer Volkskalender), "Перевернутий світ" (Die verkehrte Welt), "Людина Каспар" (Kaspar der Mensch), "Комічна тисяча і одна ніч" (Komische Tausend u. eine Nacht) .
Також Гласбреннер опублікував кілька чудових книг для дітей, зокрема, "Діти, що сміються" (Lachende Kinder), 1884, 14 видань і "Звіря, які розмовляють" (Sprechend Tiere), 1899, 20 видань.